# Municipio de Madison (condado de St. Joseph)
El municipio de Madison (en inglés: Madison Township) es un municipio ubicado en el condado de St. Joseph en el estado estadounidense de Indiana. En el año 2010 tenía una población de 1913 habitantes y una densidad poblacional de 14,17 personas por km².

## Geografía
El municipio de Madison se encuentra ubicado en las coordenadas 41°31′57″N 86°7′24″O / 41.53250, -86.12333. Según la Oficina del Censo de los Estados Unidos, el municipio tiene una superficie total de 134.97 km², de la cual 134.94 km² corresponden a tierra firme y (0.02%) 0.03 km² es agua.

## Demografía
Según el censo de 2010, había 1913 personas residiendo en el municipio de Madison. La densidad de población era de 14,17 hab./km². De los 1913 habitantes, el municipio de Madison estaba compuesto por el 97.07% blancos, el 0.1% eran afroamericanos, el 0.1% eran amerindios, el 0.21% eran asiáticos, el 0.05% eran isleños del Pacífico, el 0.47% eran de otras razas y el 1.99% pertenecían a dos o más razas. Del total de la población el 1.36% eran hispanos o latinos de cualquier raza.